# Voronțivka, Novhorodka
Voronțivka (în ucraineană Воронцівка) este un sat în așezarea urbană Novhorodka din regiunea Kirovohrad, Ucraina.

## Demografie
Componența lingvistică a localității Voronțivka
     Rusă (61,29%)
     Ucraineană (9,68%)
Conform recensământului din 2001, majoritatea populației localității Voronțivka era vorbitoare de rusă (61,29%), existând în minoritate și vorbitori de ucraineană (9,68%).